# 崎山博樹
崎山 博樹（さきやま ひろき、1950年12月14日 - 2018年11月29日）は、日本中央競馬会（JRA）所属の元騎手、調教師。
なお、戸籍上の表記は「﨑」である。

## 経歴・人物
- 1950年12月14日、鹿児島県出身。親戚が馬主で競走馬生産牧場を経営していたため、馬に親しみを持つようになる。騎手を志すようになるが体重が増加したため一度は断念し、16歳のときに「乗馬指導員」としてJRAに職員として就職。しかし騎手の夢は諦められず、JRAを退職した後に母方の祖母の弟にあたる松元正雄調教師に弟子入り。その後減量に成功し、騎手学校短期養成課程に進んだ。
- 1971年に松元正雄厩舎から騎手としてデビュー。
- 1981年7月5日、オーバーレインボーに騎乗して東海テレビ杯金鯱賞を制覇。これが重賞初勝利。
- 1983年5月8日、カツラギエースに騎乗し、NHK杯を制覇。カツラギエースのデビュー戦からの主戦騎手を務めていたのは崎山であった（後に西浦勝一に変更）。
- 1984年2月、調教師試験に合格したことに伴い、騎手を引退。調教師へ転向した。
- 1986年3月2日、厩舎を開業、第1回阪神競馬4日目第9レースの洲本特別にツカサヒリュウ（2着）、キンコースター（11着）を管理馬として初出走させる。
- 1986年4月13日、第2回阪神競馬第3レースにおいて、ノースゴッドで厩舎初勝利を挙げる。
- 1988年4月27日、第1回京都競馬8日目第11競走の第35回日経新春杯 (GII) において管理馬のスピードヒーローが勝利し、厩舎として初の重賞勝利を挙げる。
- 2007年4月28日、第1回新潟競馬初日第1競走で管理馬のウエスタンダンサーが勝ち、調教師としてJRA通算300勝を達成した。
- 2008年6月22日、第3回阪神競馬2日目第10競走の第13回マーメイドステークス (GIII) において、管理馬のトーホウシャインが48キログラムの最軽量ハンデを生かして12頭中、最低人気で優勝。これによって厩舎開業以来節目となる重賞10勝目を挙げた。
- 2018年11月29日13時25分、病気のため、滋賀県栗東市の済生会滋賀県病院で死去[1]。67歳没。翌30日付で同厩舎の全管理馬39頭は田所秀孝厩舎に馬房臨時貸付の上、転厩となった[2]。

## 騎手成績
| 通算成績 | 1着 | 2着 | 3着 | 騎乗数 | 勝率 | 連対率 |
| -------- | --- | --- | --- | ------ | ---- | ------ |
| 平地     | 73  | 96  | 100 | 972    | .075 | .174   |
| 障害     | 3   | 6   | 9   | 21     | .143 | .286   |
| 計       | 76  | 99  | 106 | 993    | .077 | .176   |

|            | 日付           | 競走名     | 馬名               | 頭数 | 人気 | 着順 |
| ---------- | -------------- | ---------- | ------------------ | ---- | ---- | ---- |
| 初騎乗     | 1971年3月2日   | -          | コールハイネ       | -    | -    | 11着 |
| 初勝利     | 1971年4月7日   | -          | オグラヒリュウ     | -    | -    | 1着  |
| 重賞初騎乗 | 1973年4月15日  | 小倉大賞典 | ミンドキング       | 10頭 | 9    | 6着  |
| 重賞初勝利 | 1981年7月5日   | 金鯱賞     | オーバーレインボー | 22頭 | 1    | 1着  |
| GI級初騎乗 | 1979年11月11日 | 菊花賞     | サチエノホープ     | 18頭 | 14   | 12着 |

### 主な騎乗馬
- オーバーレインボー（1981年金鯱賞）
- カツラギエース（1983年NHK杯）

## 調教師成績
|            | 日付          | 競馬場・開催  | 競走名     | 馬名             | 頭数 | 人気 | 着順 |
| ---------- | ------------- | ------------- | ---------- | ---------------- | ---- | ---- | ---- |
| 初出走     | 1986年3月2日  | 5回阪神1日8R  | 洲本特別   | ツカサヒリュウ   | 14頭 | 3    | 2着  |
| 初出走     | 1986年3月2日  | 5回阪神1日8R  | 洲本特別   | キンコースター   | 14頭 | 5    | 11着 |
| 初勝利     | 1986年4月13日 | 2回阪神8日3R  | 4歳未勝利  | ノースゴッド     | 9頭  | 4    | 1着  |
| 重賞初出走 | 1986年3月30日 | 2回阪神4日11R | 大阪杯     | スピードヒーロー | 10頭 | 2    | 4着  |
| 重賞初勝利 | 1988年1月24日 | 1回京都8日11R | 日経新春杯 | スピードヒーロー | 12頭 | 2    | 1着  |
| GI初出走   | 1986年6月1日  | 3回阪神6日10R | 宝塚記念   | スピードヒーロー | 17頭 | 6    | 14着 |

### 主な管理馬
- スピードヒーロー（1988年日経新春杯）
- サザンビーナス（1988年函館3歳ステークス）
- ネオアイク【アラブ】（1992年、1993年タマツバキ記念）
- カリスマサンオペラ（2001年中山金杯）
- アクティブバイオ（2002年日経賞、2003年アルゼンチン共和国杯）
- トップコマンダー（2002年日経新春杯）
- ギャラントアロー（2003年スワンステークス、ファルコンステークス）
- トーホウシャイン（2008年マーメイドステークス）
- ウエスタンダンサー（2008年京阪杯）
- セカンドテーブル（2014年京王杯2歳ステークス）

## 主な厩舎所属者
※太字は門下生。括弧内は厩舎所属期間と所属中の職分。
- 松田大作（1997年-1999年 騎手）
- 前川恭子（2003年-2018年 厩務員、調教助手）
- 高倉稜（2010年-2014年 騎手）
- 義英真（2014年-2018年 騎手）